# Esplanade Bernard-Dupérier
L'esplanade Bernard-Dupérier est une voie située dans le 16e arrondissement de Paris, en France.

## Situation et accès
L'esplanade est située dans l'est des jardins du Trocadéro, espace vert du 16e arrondissement de Paris.

## Origine du nom

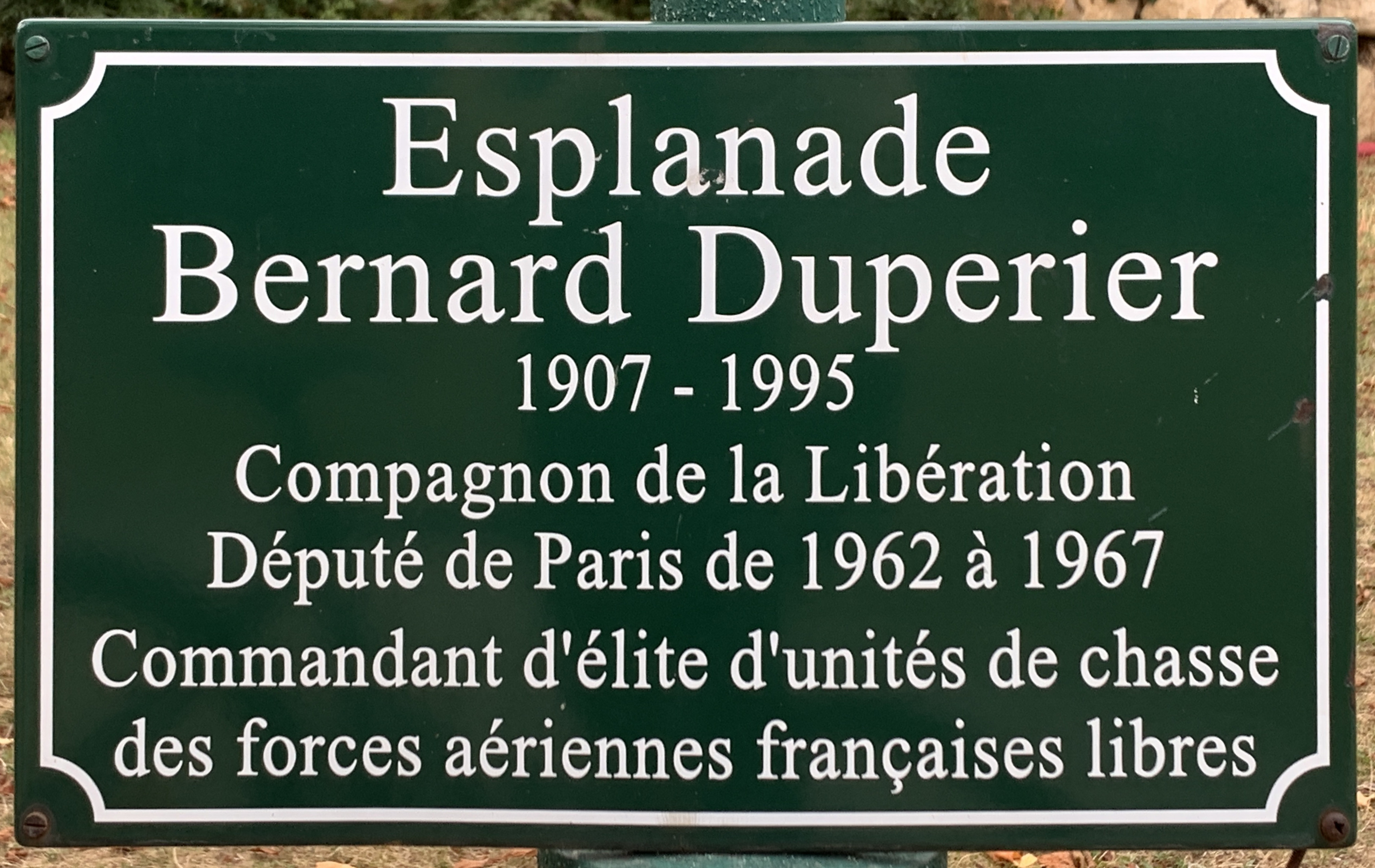
Plaque de l'esplanade.

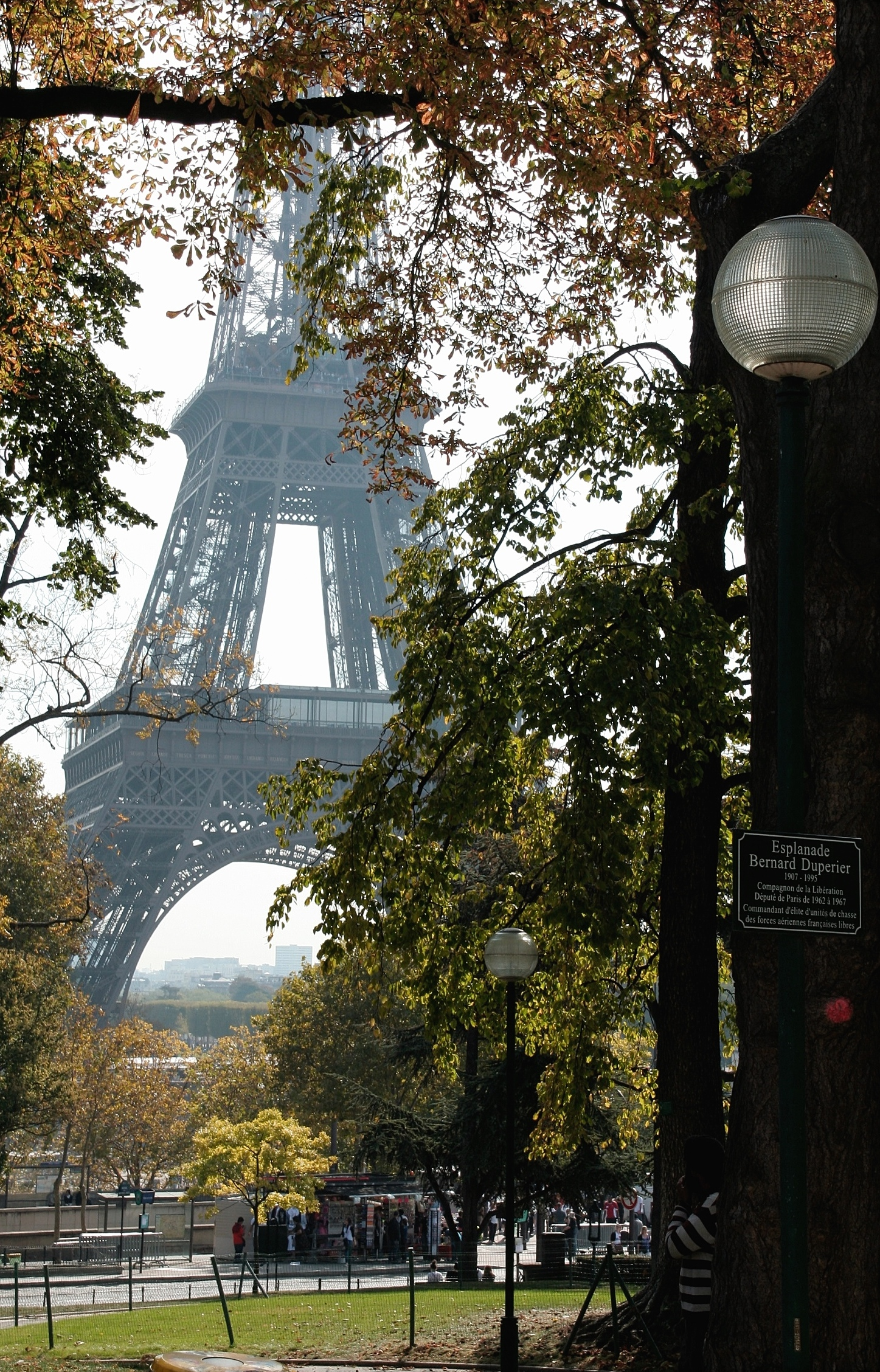
Vue sur la tour Eiffel.

L'esplanade est nommé en mémoire de Bernard Dupérier, de son vrai nom Léon Sternberg de Armella, militaire français, compagnon de la Libération (1907-1995).